# جان فرانسوا تيودور
جان فرانسوا تيودور (بالفرنسية: Jean-François Théodore)‏ هو شخصية أعمال واقتصادي فرنسي، ولد في 5 ديسمبر 1946 في باريس في فرنسا، وتوفي بنفس المكان في 18 مايو 2015.